# Copa de la Liga de Inglaterra 2015-16
La Copa de la Liga de Inglaterra 2015-16, también conocida como Carabao Cup por razones de patrocinio, es la edición número 56. Es una competición que se juega en formato de eliminación directa a un solo partido en la que participan equipos de la liga de fútbol profesional de Inglaterra y Gales. El campeón clasifica a la tercera ronda de la UEFA Europa League 2016-17.

## Distribución
El torneo está organizado de forma que lleguen 32 equipos a la tercera ronda. Los equipos que juegan competiciones europeas durante esta temporada entran directamente en la tercera ronda, los demás equipos de la Premier League entran en la segunda ronda, y los demás equipos de la Football League en la primera ronda.
- Equipos que juegan competiciones europeas entran en la tercera ronda
- El resto de equipos de la Premier League entran en la segunda ronda.
- El resto de equipos de la Football League entran en la primera ronda.

|                            | Equipos que entran en esta ronda                                                                                     | Equipos que pasan de la ronda anterior |
| -------------------------- | --- | -------------------------------------- |
| Primera ronda (72 equipos) | - 24 equipos de Football League Two - 24 equipos de Football League One - 24 equipos de Football League Championship |                                        |
| Segunda ronda (48 equipos) | - 12 equipos de la Premier League (no envueltos en competiciones europeas)                                           | - 36 ganadores de la primera ronda     |
| Tercera ronda (32 equipos) | - 8 equipos de la Premier League (envueltos en competiciones europeas)                                               | - 24 ganadores de la segunda ronda     |
| Cuarta ronda (16 equipos)  | | - 16 ganadores de la tercera ronda     |
| Quinta ronda (8 equipos)   | | - 8 ganadores de la cuarta ronda       |
| Semifinales (4 equipos)    | | - 4 ganadores de la quinta ronda       |
| Final (2 equipos)          | | - 2 ganadores de las semifinales       |

### Equipos
Entre paréntesis como se clasificó cada equipo para entrar en la ronda correspondiente:
- PL: Premier League
- CH: Football League Championship
- L1: Football League One
- L2: Football League Two
- FC: Football Conference
- 2º, 3º, 4º, 5º etc.: posición en liga

| Tercera ronda                   | Tercera ronda                   | Tercera ronda              | Tercera ronda                 |
| ------------------------------- | ------------------------------- | -------------------------- | ----------------------------- |
| Chelsea (PL 1º)                 | Arsenal (PL 3º)                 | Tottenham Hotspur (PL 5º)  | Southampton (PL 7º)           |
| Manchester City (PL 2º)         | Manchester United (PL 4º)       | Liverpool (PL 6º)          | West Ham United (PL 12º)      |
| Segunda ronda                   |                                 |                            |                               |
| Swansea City (PL 8º)            | Everton (PL 11º)                | Newcastle United (PL 15º)  | Bournemouth (CH 1º)           |
| Stoke City (PL 9º)              | West Bromwich Albion (PL 13º)   | Sunderland (PL 16º)        | Watford (CH 2º)               |
| Crystal Palace (PL 10º)         | Leicester City (PL 14º)         | Aston Villa (PL 17º)       | Norwich City (CH 3º)          |
| Primera ronda                   |                                 |                            |                               |
| Hull City (PL 18º)              | Reading (CH 19º)                | Doncaster Rovers (L1 13º)  | Plymouth Argyle (L2 7º)       |
| Burnley (PL 19º)                | Brighton & Hove Albion (CH 20º) | Walsall (L1 14º)           | Luton Town (L2 8º)            |
| Queens Park Rangers (PL 20º)    | Rotherham United (CH 21.º)      | Oldham Athletic (L1 15º)   | Newport County (L2 9º)        |
| Middlesbrough (CH 4º)           | Bristol City (L1 1º)            | Scunthorpe United (L1 16º) | Exeter City (L2 10º)          |
| Brentford (CH 5º)               | Milton Keynes Dons (L1 2º)      | Coventry City (L1 17º)     | Morecambe (L2 11º)            |
| Ipswich Town (CH 6º)            | Preston North End (L1 3º)       | Port Vale (L1 18º)         | Northampton Town (L2 12º)     |
| Wolverhampton Wanderers (CH 7º) | Millwall (CH 22º)               | Colchester United (L1 19º) | Oxford United (L2 13º)        |
| Derby County (CH 8º)            | Wigan Athletic (CH 23º)         | Crewe Alexandra (L1 20º)   | Dagenham & Redbridge (L2 14º) |
| Blackburn Rovers (CH 9º)        | Blackpool (CH 24º)              | Burton Albion (L2 1º)      | Wimbledon (L2 15º)            |
| Birmingham City (CH 10º)        | Swindon Town (L1 4º)            | Shrewsbury Town (L2 2º)    | Portsmouth (L2 16º)           |
| Cardiff City (CH 11º)           | Sheffield United (L1 5º)        | Bury (L2 3º)               | Accrington Stanley (L2 17º)   |
| Charlton Athletic (CH 12º)      | Chesterfield (L1 6º)            | Southend United (L2 5º)    | York City (L2 18º)            |
| Sheffield Wednesday (CH 13º)    | Bradford City (L1 7º)           | Notts County (L1 21.º)     | Cambridge United (L2 19º)     |
| Nottingham Forest (CH 14º)      | Rochdale (L1 8º)                | Crawley Town (L1 22º)      | Carlisle United (L2 20º)      |
| Leeds United (CH 15º)           | Peterborough United (L1 9º)     | Leyton Orient (L1 23º)     | Mansfield Town (L2 21.º)      |
| Huddersfield Town (CH 16º)      | Fleetwood Town (L1 10º)         | Yeovil Town (L1 24º)       | Hartlepool United (L2 22º)    |
| Fulham (CH 17º)                 | Barnsley (L1 11º)               | Wycombe Wanderers (L2 4º)  | Barnet (FC 1º)                |
| Bolton Wanderers (CH 18º)       | Gillingham (L1 12º)             | Stevenage (L2 6º)          | Bristol Rovers (FC 2º)        |

## Primera ronda
El sorteo de la primera ronda tuvo lugar el 16 de junio de 2015 a las 10:00 BST
En esta ronda participaron los 24 equipos de la Liga Two, los 24 equipos de la Liga One, y los 24 equipos del Championship.
Números entre paréntesis representan la liga en que participan en la temporada 2015-16. El 1 Liga Premier, el 2 Championship, el 3 Liga One y el 4 Liga Two.
Las eliminatorias son a partido único. En cursiva y entre comillas, los equipos eliminados.
| 11 de agosto de 2015 | (4) Accrington Stanley | 2-2 (pró.) (3-4 pen.) | Hull City (2) | Crown Ground, Accrington                              |                                                       |
|                      |                        | Reporte               |               | Asistencia: 2,118 espectadores Árbitro(s): David Webb | Asistencia: 2,118 espectadores Árbitro(s): David Webb |

| 11 de agosto de 2015 | (2) Blackburn Rovers | 1-2     | Shrewsbury Town (3) | Ewood Park, Blackburn                                       |                                                             |
|                      |                      | Reporte |                     | Asistencia: 5,280 espectadores Árbitro(s): Geoff Eltringham | Asistencia: 5,280 espectadores Árbitro(s): Geoff Eltringham |

| 11 de agosto de 2015 | (2) Bolton Wanderers | 0-1     | Burton Albion (3) | Estadio Macron, Bolton                                   |                                                          |
|                      |                      | Reporte |                   | Asistencia: 5,842 espectadores Árbitro(s): Richard Clark | Asistencia: 5,842 espectadores Árbitro(s): Richard Clark |

| 11 de agosto de 2015 | (2) Brentford | 0-4     | Oxford United (4) | Griffin Park, Brentford |                         |
|                      |               | Reporte |                   | Árbitro(s): Lee Collins | Árbitro(s): Lee Collins |

| 11 de agosto de 2015 | (4) Bristol Rovers | 1-2     | Birmingham City (2) | Memorial Stadium, Bristol |                        |
|                      |                    | Reporte |                     | Árbitro(s): ndy Davies    | Árbitro(s): ndy Davies |

| 11 de agosto de 2015 | (2) Cardiff City | 1-0        | AFC Wimbledon (4) | Cardiff City Stadium, Cardiff |                            |
|                      |                  | [ Reporte] |                   | Árbitro(s): Brendan Malone    | Árbitro(s): Brendan Malone |

| 11 de agosto de 2015 | (4) Carlisle United | 3-1 (pró.) | Chesterfield (3) | Estadio Brunton Park, Carlisle    |                                   |
|                      |                     | Reporte    |                  | Árbitro(s): Sebastian Stockbridge | Árbitro(s): Sebastian Stockbridge |

| 11 de agosto de 2015 | (2) Charlton Athletic | 4-1     | Dagenham & Redbridge (4) | The Valley Stadium, Charlton |                            |
|                      |                       | Reporte |                          | Árbitro(s): Stuart Attwell   | Árbitro(s): Stuart Attwell |

| 11 de agosto de 2015 | (3) Colchester United | 0-1 (pró.) | Reading (2) | Colchester Community Stadium, Colchester |                             |
|                      |                       | Reporte    |             | Árbitro(s): Darren Drysdale              | Árbitro(s): Darren Drysdale |

| 11 de agosto de 2015 | (3) Fleetwood Town | 0-1     | Hartlepool United (4) | Highbury Stadium, Fleetwood |                         |
|                      |                    | Reporte |                       | Árbitro(s): Gary Sutton     | Árbitro(s): Gary Sutton |

| 11 de agosto de 2015 | (2) Huddersfield Town | 1-2     | Notts County (4) | John Smith's Stadium, Huddersfield |                            |
|                      |                       | Reporte |                  | Árbitro(s): Jeremy Simpson         | Árbitro(s): Jeremy Simpson |

| 11 de agosto de 2015 | (2) Ipswich Town | 2-1     | Stevenage (4) | Portman Road, Ipswich        |                              |
|                      |                  | Reporte |               | Árbitro(s): Frederick Graham | Árbitro(s): Frederick Graham |

| 11 de agosto de 2015 | (4) Luton Town | 3-1     | Bristol City (2) | Kenilworth Road, Luton      |                             |
|                      |                | Reporte |                  | Árbitro(s): James Linington | Árbitro(s): James Linington |

| 11 de agosto de 2015 | (3) Millwall | 1-2 (pró.) | Barnet (4) | The Den, Londres          |                           |
|                      |              | Reporte    |            | Árbitro(s): Andrew Madley | Árbitro(s): Andrew Madley |

| 11 de agosto de 2015 | (2) Milton Keynes Dons | 2-1     | Leyton Orient (4) | Stadium MK, Denbigh      |                          |
|                      |                        | Reporte |                   | Árbitro(s): Simon Hooper | Árbitro(s): Simon Hooper |

| 11 de agosto de 2015 | (4) Morecambe | 0-1     | Sheffield United (3) | Globe Arena, Morecambe     |                            |
|                      |               | Reporte |                      | Árbitro(s): Stephen Martin | Árbitro(s): Stephen Martin |

| 11 de agosto de 2015 | (4) Northampton Town | 3-0     | Blackpool (3) | Sixfields Stadium, Northampton |                          |
|                      |                      | Reporte |               | Árbitro(s): James Adcock       | Árbitro(s): James Adcock |

| 11 de agosto de 2015 | (2) Nottingham Forest | 3-4     | Walsall (3) | City Ground, Nottingham    |                            |
|                      |                       | Reporte |             | Árbitro(s): Darren Handley | Árbitro(s): Darren Handley |

| 11 de agosto de 2015 | (3) Peterborough United | 2-0     | Crawley Town (4) | London Road Stadium, Peterborough |                       |
|                      |                         | Reporte |                  | Árbitro(s): Rob Lewis             | Árbitro(s): Rob Lewis |

| 11 de agosto de 2015 | (4) Plymouth Argyle | 1-2     | Gillingham (3) | Home Park, Plymouth       |                           |
|                      |                     | Reporte |                | Árbitro(s): Kevin Johnson | Árbitro(s): Kevin Johnson |

| 11 de agosto de 2015 | (3) Port Vale | 1-0     | Burnley (2) | Vale Park, Burslem        |                           |
|                      |               | Reporte |             | Árbitro(s): Trevor Kettle | Árbitro(s): Trevor Kettle |

| 11 de agosto de 2015 | (3) Rochdale | 1-1 (pró.) (5-3 pen.) | Coventry City (3) | Spotland Stadium, Rochdale |                            |
|                      |              | Reporte               |                   | Árbitro(s): Eddie Ilderton | Árbitro(s): Eddie Ilderton |

| 11 de agosto de 2015 | (2) Rotherham United | 1-0     | Cambridge United (4) | New York Stadium, Rotherham       |                                   |
|                      |                      | Reporte |                      | Árbitro(s): Christopher Sarginson | Árbitro(s): Christopher Sarginson |

| 11 de agosto de 2015 | (3) Scunthorpe United | 1-1 (pró.) (6-7 pen.) | Barnsley (3) | Glanford Park, Scunthorpe    |                              |
|                      |                       | Reporte               |              | Árbitro(s): Graham Salisbury | Árbitro(s): Graham Salisbury |

| 11 de agosto de 2015 | (2) Sheffield Wednesday | 4-1 | Mansfield Town (4) | Hillsborough Stadium, Sheffield                        |  |
|                      |                         |     |                    | Asistencia: 14,021 espectadores Árbitro(s): Mark Brown |  |

| 11 de agosto de 2015 | (3) Southend United | 0-1 | Brighton & Hove Albion (2) | Roots Hall, Southern                                       |  |
|                      |                     |     |                            | Asistencia: 4,485 espectadores Árbitro(s): Iain Williamson |  |

| 11 de agosto de 2015 | (3) Swindon Town | 1-2 | Exeter City (4) | County Ground, Swindon                                        |  |
|                      |                  |     |                 | Asistencia: 4,693 espectadores Árbitro(s): Charles Breakspear |  |

| 11 de agosto de 2015 | (3) Wigan Athletic | 1-2 | Bury (3) | DW Stadium, Wigan                                       |  |
|                      |                    |     |          | Asistencia: 5,484 espectadores Árbitro(s): Mark Heywood |  |

| 11 de agosto de 2015 | (2) Wolverhampton Wanderers | 2-1 | Newport County (4) | Molineux Stadium, Wolverhampton                        |  |
|                      |                             |     |                    | Asistencia: 9,586 espectadores Árbitro(s): Darren Bond |  |

| 11 de agosto de 2015 | (4) Wycombe Wanderers | 0-1 | Fulham (2) | Adams Park, High Wycombe                              |  |
|                      |                       |     |            | Asistencia: 4,012 espectadores Árbitro(s): Gavin Ward |  |

| 11 de agosto de 2015 | (4) Yeovil Town | 0-3 | Queens Park Rangers (2) | Huish Park, Yeovil Town                                    |  |
|                      |                 |     |                         | Asistencia: 4,058 espectadores Árbitro(s): Oliver Langford |  |

| 11 de agosto de 2015 | (4) York City | 2-2 (pró.) (4-2 pen.) | Bradford City (3) | Bootham Crescent, York                                  |  |
|                      |               |                       |                   | Asistencia: 4,201 espectadores Árbitro(s): Mark Haywood |  |

| 12 de agosto de 2015 | (3) Crewe Alexandra | 1-3 | Preston North End (2) | Gresty Road, Crewe       |  |
|                      |                     |     |                       | Árbitro(s): Scott Duncan |  |

| 12 de agosto de 2015 | (3) Oldham Athletic | 1-3 | Middlesbrough (2) | Boundary Park, Oldham    |  |
|                      |                     |     |                   | Árbitro(s): Carl Boyeson |  |

| 12 de agosto de 2015 | (4) Portsmouth | 2-1 | Derby County (2) | Fratton Park, Portsmouth |  |
|                      |                |     |                  | Árbitro(s): Paul Tierney |  |

| 13 de agosto de 2015 | (3) Doncaster Rovers | 1-1 (pró.) (4-2 pen.) | Leeds United (2) | Keepmoat Stadium, Doncaster |  |
|                      |                      |                       |                  | Árbitro(s): Keith Hill      |  |

## Segunda ronda
Un total de 48 equipos jugaron la segunda ronda: 12 equipos que entran en esta ronda, y los 36 ganadores de la primera ronda. Los 12 equipos que entran en esta ronda son los equipos de la Premier League 2015/16 que no tienen competición europea. En el sorteo habrá 24 cabezas de serie (los 12 de la Premier League y los 12 ganadores de mayor categoría de la primera ronda) que se enfrentarán a uno de los 24 equipos restantes.
El sorteo tuvo lugar el 13 de agosto de 2015 tras el partido entre Doncaster Rovers y Leeds United.
Los partidos se jugaron en la semana del 24 de agosto de 2015.
| 25 de agosto de 2015 | Aston Villa (1) | 5–3 (pró.) | Notts County (4) | Villa Park, Aston, Birmingham,   |                                  |
| 19:45 BST            |                 |            |                  | Árbitro(s): Christopher Kavanagh | Árbitro(s): Christopher Kavanagh |

| 25 de agosto de 2015 | Walsall (3) | 2–1 | Brighton & Hove Albion (2) | Bescot Stadium, Walsall,       |  |
|                      |             |     |                            | Asistencia: 2,968 espectadores |  |

| 25 de agosto de 2015 | Crystal Palace (1) | 4–1 (pró.) | Shrewsbury Town (3) | Selhurst Park, South Norwood, London, |  |
|                      |                    |            |                     | Asistencia: 10,978 espectadores       |  |

| 25 de agosto de 2015 | Sheffield Wednesday (2) | 1–0 | Oxford United (4) | Hillsborough Stadium, Sheffield, |  |
|                      |                         |     |                   | Asistencia: 11,799 espectadores  |  |

| 25 de agosto de 2015 | Portsmouth (4) | 1–2 | Reading (2) | Fratton Park, Portsmouth,       |  |
|                      |                |     |             | Asistencia: 18,190 espectadores |  |

| 25 de agosto de 2015 | Hartlepool United (4) | 0–4 | Bournemouth (1) | Victoria Park, Hartlepool,     |  |
|                      |                       |     |                 | Asistencia: 4,890 espectadores |  |

| 25 de agosto de 2015 | Fulham (2) | 3–0 | Sheffield United (3) | Craven Cottage, London,        |  |
|                      |            |     |                      | Asistencia: 5,927 espectadores |  |

| 25 de agosto de 2015 | Milton Keynes Dons (2) | 2–1 (pró.) | Cardiff City (2) | Stadium:MK, Milton Keynes,     |  |
|                      |                        |            |                  | Asistencia: 5,617 espectadores |  |

| 25 de agosto de 2015 | Hull City (2) | 1–0 | Rochdale (3) | KC Stadium, Kingston-Upon-Hull, |  |
|                      |               |     |              | Asistencia: 10,430 espectadores |  |

| 25 de agosto de 2015 | Sunderland (1) | 6–3 | Exeter City (4) | Stadium of Light, Sunderland,   |  |
|                      |                |     |                 | Asistencia: 14,360 espectadores |  |

| 25 de agosto de 2015 | Bury (3)  | 1–4 | Leicester City (1)                 | Gigg Lane, Bury, |  |
|                      | Mayor 49' |     | Dodoo 25', 86', 90' · Kramarić 41' |                  |  |

| 25 de agosto de 2015 | Doncaster Rovers (3) | 1–4 (pró.) | Ipswich Town (2)                                        | Keepmoat Stadium, Doncaster,   |                                |
|                      | Williams 23'         |            | Pitman 58' · McGoldrick 102' · Alabi 105' · Fraser 113' | Asistencia: 3,729 espectadores | Asistencia: 3,729 espectadores |

| 25 de agosto de 2015 | Rotherham United (2) | 1–2 | Norwich City (1)                 | New York Stadium, Rotherham,   |                                |
|                      | Green 80'            |     | Howson 22' · van Wolfswinkel 68' | Asistencia: 5,648 espectadores | Asistencia: 5,648 espectadores |

| 25 de agosto de 2015 | Swansea City (1)                 | 3–0 | York City (4) | Liberty Stadium, Swansea,       |                                 |
|                      | Dyer 2' · Grimes 64' · Emnes 88' |     |               | Asistencia: 10,174 espectadores | Asistencia: 10,174 espectadores |

| 25 de agosto de 2015 | Queens Park Rangers (2)           | 1–2 | Carlisle United (4)                     | Loftus Road, London,           |                                |
|                      | Doughty 22' · Emmanuel-Thomas 40' |     | Sweeney 24' · Asamoah 37' · Kennedy 79' | Asistencia: 5,501 espectadores | Asistencia: 5,501 espectadores |

| 25 de agosto de 2015 | Peterborough United (3) | 1–4 | Charlton Athletic (2)                                            | London Road, Peterborough,     |                                |
|                      | J Anderson 90'          |     | Kennedy 3' · Ahearne-Grant 53' (pen.) · Kashi 76' · Vetokele 87' | Asistencia: 2,771 espectadores | Asistencia: 2,771 espectadores |

| 25 de agosto de 2015 | Birmingham City (2) | 2–0 | Gillingham (3) | St Andrew's, Birmingham,       |                                |
|                      | Thomas 35', 72'     |     |                | Asistencia: 9,275 espectadores | Asistencia: 9,275 espectadores |

| 25 de agosto de 2015 | Newcastle United (1)                                   | 4–1 | Northampton Town (4) | St James' Park, Newcastle-upon-Tyne, |                                 |
|                      | Thauvin 3' · de Jong 8' · Janmaat 56' · Williamson 63' |     | Richards 10' (pen.)  | Asistencia: 26,923 espectadores      | Asistencia: 26,923 espectadores |

| 25 de agosto de 2015 | Wolverhampton Wanderers (2) | 2–1 | Barnet (4)  | Molineux Stadium, Wolverhampton, |                                |
|                      | Enobokhare 3' · Ojo 58'     |     | Dembélé 76' | Asistencia: 7,384 espectadores   | Asistencia: 7,384 espectadores |

| 25 de agosto de 2015 | Burton Albion (3) | 1–2 (pró.) | Middlesbrough (2) | Pirelli Stadium, Burton upon Trent, |                                |
|                      | Friend 24' (o.g.) |            | Stuani 70', 109'  | Asistencia: 3,414 espectadores      | Asistencia: 3,414 espectadores |

| 25 de agosto de 2015 | Luton Town (4) | 1-1 (pró.) (7-8 pen.) | Stoke City (1) | Kenilworth Road, Luton,        |                                |
|                      | McGeehan 90'   |                       | Walters 67'    | Asistencia: 6,099 espectadores | Asistencia: 6,099 espectadores |

| 25 de agosto de 2015 | Preston North End (2) | 1–0 | Watford (1) | Deepdale, Preston,             |                                |
|                      | Vermijl 8'            |     |             | Asistencia: 6,250 espectadores | Asistencia: 6,250 espectadores |

| 25 de agosto de 2015 | West Bromwich Albion (1) | 0–0 (pró.) (5-3 pen.) | Port Vale (3) | The Hawthorns, West Bromwich,   |  |
|                      |                          |                       |               | Asistencia: 13,915 espectadores |  |

| 26 de agosto de 2015 | Barnsley (3) | 3-5 (pró.) | Everton (1) | Oakwell, Barnsley, |  |

## Tercera ronda
Un total de 32 equipos jugaron en la tercera ronda: 8 equipos que entran en esta ronda, y los 24 ganadores de la segunda ronda. Los 8 equipos que entran en esta ronda son los equipos de la Premier League 2015/16 que participan en competiciones europeas en la temporada 2015-16.
Los partidos se jugaron la semana del 21 de septiembre de 2015.
| 22 de septiembre de 2015 | Middlesbrough (2)              | 3-0 | Wolverhampton Wanderers (2) | Riverside Stadium, Middlesbrough, |                                 |
|                          | Adomah 37' (64) · Fabbrini 57' |     |                             | Asistencia: 13,368 espectadores   | Asistencia: 13,368 espectadores |

| 22 de septiembre de 2015 | Hull City (2) | 1-0 | Swansea City (1) | KC Stadium, Kingston upon Hull, |                                 |
|                          | Meyler 41'    |     |                  | Asistencia: 16,286 espectadores | Asistencia: 16,286 espectadores |

| 22 de septiembre de 2015 | Leicester City (1)   | 2-1 (pró.) | West Ham United (1) | King Power Stadium, Leicester,  |                                 |
|                          | Dodoo 6' · King 116' |            | Zárate 27'          | Asistencia: 21,268 espectadores | Asistencia: 21,268 espectadores |

| 22 de septiembre de 2015 | Aston Villa (1) | 1-0 | Birmingham City (2) | Villa Park, Aston, Birmingham,  |                                 |
|                          | Gestede 62'     |     |                     | Asistencia: 34,442 espectadores | Asistencia: 34,442 espectadores |

| 22 de septiembre de 2015 | Fulham (2) | 0-1 | Stoke City (1) | Craven Cottage, Fulham, London, |                                |
|                          |            |     | Crouch 33'     | Asistencia: 9,100 espectadores  | Asistencia: 9,100 espectadores |

| 22 de septiembre de 2015 | Sunderland (1) | 1-4 | Manchester City (1)                                                  | Stadium of Light, Sunderland,   |                                 |
|                          | Toivonen 83'   |     | Agüero 9' (pen.) · De Bruyne 25' · Mannone 33' (o.g.) · Sterling 36' | Asistencia: 21,644 espectadores | Asistencia: 21,644 espectadores |

| 22 de septiembre de 2015 | Reading (2)  | 1-2 | Everton (1)                | Madejski Stadium, Reading,      |                                 |
|                          | Blackman 36' |     | Barkley 62' · Deulofeu 73' | Asistencia: 19,435 espectadores | Asistencia: 19,435 espectadores |

| 22 de septiembre de 2015 | Preston North End (2)            | 2-2 (pró.) (2-3 pen.) | Bournemouth (1)          | Deepdale, Preston,             |                                |
|                          | Hugill 84' · Johnson 118' (pen.) |                       | MacDonald 23' · Pugh 96' | Asistencia: 5,643 espectadores | Asistencia: 5,643 espectadores |

| 23 de septiembre de 2015 | Norwich City (1)                                 | 3-0 | West Bromwich Albion (1) | Carrow Road, Norwich, |  |
|                          | Jarvis 62' · Lafferty 85' · Pocognoli 90' (o.g.) |     |                          |                       |  |

| 23 de septiembre de 2015 | Tottenham Hotspur (1) | 1-2 | Arsenal (1)     | White Hart Lane, Tottenham, London, |  |
|                          | Chambers 56' (o.g.)   |     | Flamini 26' 78' |                                     |  |

| 23 de septiembre de 2015 | Manchester United (1)                    | 3-0 | Ipswich Town (2) | Old Trafford, Old Trafford, Manchester, |  |
|                          | Rooney 23' · Pereira 60' · Martial 90+2' |     |                  |                                         |  |

| 23 de septiembre de 2015 | Liverpool (1) | 1-1 (pró.) (3-2 pen.) | Carlisle United (4) | Anfield, Liverpool, |  |
|                          | Ings 23'      |                       | Asamoah 34'         |                     |  |

| 23 de septiembre de 2015 | Crystal Palace (1)                             | 4-1 | Charlton Athletic (2) | Selhurst Park, South Norwood, London, |  |
|                          | Campbell 51' · Gayle 59' (pen.) 74' (pen.) 86' |     | Sarr 65'              |                                       |  |

| 23 de septiembre de 2015 | Newcastle United (1) | 0-1 | Sheffield Wednesday (2) | St. James' Park, Newcastle-upon-Tyne, |  |
|                          |                      |     | McGugan 76'             |                                       |  |

| 23 de septiembre de 2015 | Walsall (3)  | 1-4 | Chelsea (1)                                     | Bescot Stadium, Walsall, |  |
|                          | O'Connor 45' |     | Ramires 10' · Rémy 41' · Kenedy 52' · Pedro 90' |                          |  |

| 23 de septiembre de 2015 | Milton Keynes Dons (2) | 0-6 | Southampton (1)                                       | Stadium:mk, Milton Keynes, |  |
|                          |                        |     | Rodríguez 5' 48' (pen.) · Mané 10' 25' · Long 68' 75' |                            |  |

## Cuarta ronda
Un total de 16 equipos jugaron en la cuarta ronda: los 16 ganadores de la tercera ronda. A esta ronda clasificaron 13 equipos de la Premier League 2015/16 y 3 de la Segunda División.
Los partidos se jugaron la semana del 26 de octubre de 2015.
| 27 de octubre de 2015 | Everton (1) | 1-1 (pró.) (4-3 pen.) | Norwich City (1) | Goodison Park, Liverpool, |  |
| 16:45                 | Osman 68'   |                       | Bassong 51'      |                           |  |

| 27 de octubre de 2015 | Sheffield Wednesday (2)                 | 3-0 | Arsenal (1) | Hillsborough Stadium, Sheffield, |  |
| 16:45                 | Wallace 27' · João 40' · Hutchinson 51' |     |             |                                  |  |

| 27 de octubre de 2015 | Hull City (2)       | 1-1 (pró.) (5-4 pen.) | Leicester City (1) | KC Stadium, Kingston upon Hull, |  |
| 16:45                 | A. Hernández 105+1' |                       | R. Mahrez 100'     |                                 |  |

| 27 de octubre de 2015 | Stoke City (1) | 1-1 (pró.) (5-4 pen.) | Chelsea (1)   | Britannia Stadium, Stoke-on-Trent, |  |
| 16:45                 | J. Walters 52' |                       | L. Rémy 90+1' |                                    |  |

| 28 de octubre de 2015 | Manchester City (1)                                                                       | 5-1 | Crystal Palace (1) | Etihad Stadium, Manchester, |  |
| 16:45                 | W. Bony 22' · K. De Bruyne 44' · K. Iheanacho 59' · Y. Touré 76' (pen.) · M. García 90+4' |     | D. Delaney 89'     |                             |  |

| 28 de octubre de 2015 | Liverpool (1) | 1-0 | Bournemouth (1) | Anfield, Liverpool, |  |
| 16:45                 | N. Clyne 17'  |     |                 |                     |  |

| 28 de octubre de 2015 | Southampton (1)               | 2-1 | Aston Villa (1)          | St Mary's Stadium, Southampton, |  |
| 16:45                 | M. Yoshida 51' · G. Pellè 77' |     | S. Sinclair 90+4' (pen.) |                                 |  |

| 28 de octubre de 2015 | Manchester United (1) | 0-0 (pró.) (1-3 pen.) | Middlesbrough (2) | Old Trafford, Manchester, |  |
| 17:00                 |                       |                       |                   |                           |  |

## Cuartos de final
Un total de 8 equipos jugaron en la quinta ronda: los ganadores de la cuarta ronda. A esta ronda clasificaron 5 equipos de la Premier League 2015/16 y 3 de la Segunda División.
Los partidos se jugaron el 1 y 2 de diciembre de 2015.
| 1 de diciembre de 2015 | Middlesbrough (2) | 0:2 (0:1) | Everton (1)               | Riverside Stadium, Middlesbrough, |  |
| 19:45                  |                   |           | Deulofeu 21' · Lukaku 29' |                                   |  |

| 1 de diciembre de 2015 | Stoke City (1)             | 2:0 (1:0) | Sheffield Wednesday (2) | Britannia Stadium, Stoke-on-Trent, |  |
| 19:45                  | Afellay 31' · Bardsley 76' |           |                         |                                    |  |

| 1 de diciembre de 2015 | Manchester City (1)                           | 4:1 (1:0) | Hull City (2) | Etihad Stadium, Manchester, |  |
| 19:45                  | Bony 13' · Iheanacho 81' · De Bruyne 83', 88' |           | Robertson 90' |                             |  |

| 2 de diciembre de 2015 | Southampton (1) | 1:6 (1:3) | Liverpool (1)                                   | St Mary's Stadium, Southampton, |  |
| 19:45                  | Mané 1'         |           | Sturridge 25' 29' · Origi 45' 68' 86' · Ibe 73' |                                 |  |

## Semifinales
Un total de 4 equipos jugaron en semifinales, los ganadores de la quinta ronda, todos de la Premier League.
Los partidos de semifinales se jugaron a ida y vuelta.

### Ida
Los partidos de ida se jugaron la semana del 4 de enero de 2016.
| 5 de enero de 2016 | Stoke City | 0:1 (0:1) | Liverpool | Britannia Stadium, Stoke-on-Trent, |  |
|                    |            |           | Ibe 37'   |                                    |  |

| 6 de enero de 2016 | Everton                       | 2:1 (1:0) | Manchester City | Goodison Park, Liverpool, |  |
|                    | Funes Mori 45+1' · Lukaku 78' |           | Navas 76'       |                           |  |

### Vuelta
Los partidos de vuelta se jugaron la semana del 25 de enero de 2016.
| 26 de enero de 2016 | Liverpool                                                  | 0:1 (0:1) (t. s.)(6:5 p.)  | Stoke City                                                           | Anfield Road, Liverpool,        |                                 |
| 19:45 (GMT)         |                                                            |                            | M. Arnautović 45+1'                                                  | Asistencia: 43,091 espectadores | Asistencia: 43,091 espectadores |
|                     |                                                            | Tiros desde el punto penal |                                                                      |                                 |                                 |
|                     | Lallana · Can · Benteke · Firmino · Milner · Lucas · Allen |                            | Walters · Crouch · Whelan · Afellay · van Ginkel · Shaqiri · Muniesa |                                 |                                 |

| 27 de enero de 2016 | Manchester City                              | 3:1 (1:1) | Everton     | Etihad Stadium, Manchester, |  |
|                     | Fernandinho 24' · De Bruyne 70' · Agüero 76' |           | Barkley 18' |                             |  |

## Final
La final de la Copa de la Liga se celebró el 28 de febrero de 2016 en el Estadio de Wembley.
| 22         | POR        | Simon Mignolet    |     |
| 2          | DEF        | Nathaniel Clyne   |     |
| 21         | DEF        | Lucas Leiva       |     |
| 17         | DEF        | Mamadou Sakho     | 25' |
| 18         | DEF        | Alberto Moreno    | 72' |
| 14         | MED        | Jordan Henderson  |     |
| 23         | MED        | Emre Can          |     |
| 7          | MED        | James Milner      |     |
| 11         | MED        | Roberto Firmino   | 80' |
| 10         | MED        | Philippe Coutinho |     |
| 15         | DEL        | Daniel Sturridge  |     |
| Entrenador | Entrenador | Jürgen Klopp      |     |

| 13         | POR        | Willy Caballero   |      |
| 3          | DEF        | Bacary Sagna      | 90'  |
| 4          | DEF        | Vincent Kompany   |      |
| 30         | DEF        | Nicolás Otamendi  |      |
| 22         | DEF        | Gaël Clichy       |      |
| 6          | MED        | Fernando          | 90'  |
| 42         | MED        | Yaya Touré        |      |
| 25         | MED        | Fernandinho       |      |
| 21         | MED        | David Silva       | 110' |
| 7          | MED        | Raheem Sterling   |      |
| 10         | DEL        | Sergio Agüero     |      |
| Entrenador | Entrenador | Manuel Pellegrini |      |

| 4  | DEF | Kolo Touré   | 25' |
| 20 | MED | Adam Lallana | 72' |
| 27 | DEL | Divock Origi | 80' |

| 5  | DEF | Pablo Zabaleta | 90'  |
| 15 | MED | Jesús Navas    | 90'  |
| 14 | DEL | Wilfried Bony  | 110' |

| Anotado | 83' | Philippe Coutinho | 1–1 |

| Anotado | 48' | Fernandinho | 0–1 |

| Emre Can          | Acierto de penal          | 1:0 |                        |               |
|                   |                           | 1:0 | Fallo de penal (Poste) | Fernandinho   |
| Lucas Leiva       | Fallo de penal            | 1:0 |                        |               |
|                   |                           | 1:1 | Acierto de penal       | Jesús Navas   |
| Philippe Coutinho | Fallo de penal (Desviado) | 1:1 |                        |               |
|                   |                           | 1:2 | Acierto de penal       | Sergio Agüero |
| Adam Lallana      | Fallo de penal (Desviado) | 1:2 |                        |               |
|                   |                           | 1:3 | Acierto de penal       | Yaya Touré    |
|                   |                           |     |                        |               |

| Amonestado | 53'  | Nathaniel Clyne   |
| Amonestado | 65'  | Alberto Moreno    |
| Amonestado | 83'  | Philippe Coutinho |
| Amonestado | 85'  | Emre Can          |
| Amonestado | 118' | Adam Lallana      |

| Amonestado | 76'  | Fernando         |
| Amonestado | 87'  | Vincent Kompany  |
| Amonestado | 109' | Nicolás Otamendi |
| Amonestado | 118' | Yaya Touré       |
| Amonestado | 119' | Fernandinho      |

| Árbitro             | Michael Oliver |
| Árbitros asistentes | Adrian Holmes  |
| Árbitros asistentes | Simon Bennett  |
| Cuarto árbitro      | Robert Madley  |

| 22         | POR        | Simon Mignolet    |     |
| 2          | DEF        | Nathaniel Clyne   |     |
| 21         | DEF        | Lucas Leiva       |     |
| 17         | DEF        | Mamadou Sakho     | 25' |
| 18         | DEF        | Alberto Moreno    | 72' |
| 14         | MED        | Jordan Henderson  |     |
| 23         | MED        | Emre Can          |     |
| 7          | MED        | James Milner      |     |
| 11         | MED        | Roberto Firmino   | 80' |
| 10         | MED        | Philippe Coutinho |     |
| 15         | DEL        | Daniel Sturridge  |     |
| Entrenador | Entrenador | Jürgen Klopp      |     |

| 13         | POR        | Willy Caballero   |      |
| 3          | DEF        | Bacary Sagna      | 90'  |
| 4          | DEF        | Vincent Kompany   |      |
| 30         | DEF        | Nicolás Otamendi  |      |
| 22         | DEF        | Gaël Clichy       |      |
| 6          | MED        | Fernando          | 90'  |
| 42         | MED        | Yaya Touré        |      |
| 25         | MED        | Fernandinho       |      |
| 21         | MED        | David Silva       | 110' |
| 7          | MED        | Raheem Sterling   |      |
| 10         | DEL        | Sergio Agüero     |      |
| Entrenador | Entrenador | Manuel Pellegrini |      |

| 4  | DEF | Kolo Touré   | 25' |
| 20 | MED | Adam Lallana | 72' |
| 27 | DEL | Divock Origi | 80' |

| 5  | DEF | Pablo Zabaleta | 90'  |
| 15 | MED | Jesús Navas    | 90'  |
| 14 | DEL | Wilfried Bony  | 110' |

| Anotado | 83' | Philippe Coutinho | 1–1 |

| Anotado | 48' | Fernandinho | 0–1 |

| Emre Can          | Acierto de penal          | 1:0 |                        |               |
|                   |                           | 1:0 | Fallo de penal (Poste) | Fernandinho   |
| Lucas Leiva       | Fallo de penal            | 1:0 |                        |               |
|                   |                           | 1:1 | Acierto de penal       | Jesús Navas   |
| Philippe Coutinho | Fallo de penal (Desviado) | 1:1 |                        |               |
|                   |                           | 1:2 | Acierto de penal       | Sergio Agüero |
| Adam Lallana      | Fallo de penal (Desviado) | 1:2 |                        |               |
|                   |                           | 1:3 | Acierto de penal       | Yaya Touré    |
|                   |                           |     |                        |               |

| Amonestado | 53'  | Nathaniel Clyne   |
| Amonestado | 65'  | Alberto Moreno    |
| Amonestado | 83'  | Philippe Coutinho |
| Amonestado | 85'  | Emre Can          |
| Amonestado | 118' | Adam Lallana      |

| Amonestado | 76'  | Fernando         |
| Amonestado | 87'  | Vincent Kompany  |
| Amonestado | 109' | Nicolás Otamendi |
| Amonestado | 118' | Yaya Touré       |
| Amonestado | 119' | Fernandinho      |

| Árbitro             | Michael Oliver |
| Árbitros asistentes | Adrian Holmes  |
| Árbitros asistentes | Simon Bennett  |
| Cuarto árbitro      | Robert Madley  |

|                                   |
| Bandera de Inglaterra             |
| Campeón Manchester City 4° título |